# 罗基维尤县
罗基维尤县，是加拿大艾伯塔省南部的一个行政区，位于卡尔加里市的北郊。总面积3,828.85平方公里，总人口41,028（2021年）。